# У мертвій петлі
«У мертвій петлі» (рос. «В мёртвой петле») — український радянський художній фільм 1962 року про Сергія Уточкіна, улюбленця Одеси початку XX століття, одного з перших льотчиків Російської імперії.

## Сюжет
З ідеєю розвитку вітчизняного повітроплавання Уточкін звертався до вищих чиновників, але його помістили в психіатричну лікарню…

## У ролях
- Олег Стриженов —  Сергій Уточкін
- Віктор Коршунов —  Петро Нестеров
- Станіслав Чекан —  льотчик Єфімов
- Олександр Мовчан —  Васильєв
- Ельза Леждей —  Олена
- Павло Шпрингфельд —  Фра Диявол
- Юхим Копелян —  Анатра
- Микола Лебедєв —  Григорій Палій
- Надія Титаренко —  мати Уточкина
- Володимир Дальський —  Фріко
- Дмитро Мілютенко —  Дирін
- Лев Перфілов —  офіцер
- Юрій Медведєв —  одесит-цинік
- Юнона Яковченко  —  епізод

## Творча група
- Сценаристи: Семен Тимошенко, Леонід Трауберг
- Режисери-постановники: Микола Ільїнський, Суламіф Цибульник, Володимир Немоляєв
- Оператор-постановник: Михайло Чорний
- Композитор: Вадим Гомоляка
- Художник-постановник: Вульф Агранов
- Звукооператор: Ростислав Максимцов
- Редактор: В. Павленко
- Художник-декоратор: Олександр Лісенбарт (в титрах — Лісенбард)
- Художник по костюмах: Катерина Гаккебуш; художники по гриму: А. Дубчак, Л. Лісовська
- Комбіновані зйомки: оператор — Микола Іллюшин, художник — Віктор Демінський
- Режисер монтажу: Нехама Ратманська
- Директор картини: Борис Жолков